# Kiknurskij rajon
Il Kiknurskij rajon (in russo Кикнурский район?) è un rajon dell'Oblast' di Kirov, nella Russia europea. Istituito nel 1929, il cui capoluogo è Kiknur.